# امیلی روزا
امیلی روزا (انگلیسی: Emily Rosa) (زادهٔ ۶ فوریه ۱۹۸۷ در لاولند، کلرادو) جوانترین فردی است که در یک مجلهٔ پزشکیِ داوری همتا، مقالهٔ پژوهشی منتشر کرده است. او در سال ۱۹۹۸ در سن ۹ سالگی تحقیق علمی خود را در زمینهٔ لمس درمانی در مجله انجمن پزشکی آمریکا منتشر کرد. امیلی روزا در سال ۲۰۰۹ در رشته روانشناسی از دانشگاه کلرادو در دنور فارغ‌التحصیل شد.